# Kyra Jefferson
Kyra Jefferson (née le 23 septembre 1994) est une athlète américaine, spécialiste des épreuves de sprint.

## Biographie
Elle se révèle en 2015 en remportant deux médailles lors des Jeux panaméricains, à Toronto, l'argent sur 200 m et l'or sur 4 × 400 m. Cette même année, elle décroche deux médailles d'or aux Championnats d'Amérique du Nord, d'Amérique centrale et des Caraïbes de San José au Costa Rica, sur 200 m et au titre du 4 × 100 m. Le 13 juin 2015, à Eugene, elle remporte les championnats NCAA en portant son record personnel sur 200 m à 22 s 24.
Le 10 juin 2017, elle remporte le titre du 200 m des championnats NCAA à Eugene, dans le temps de 22 s 02 (+ 1,1 m/s), nouveau record personnel.

## Palmarès
| Date | Compétition               | Lieu     | Résultat | Épreuve   | Temps         |
| ---- | ------------------------- | -------- | -------- | --------- | ------------- |
| 2015 | Jeux panaméricains        | Toronto  | 2e       | 200 m     | 22 s 72       |
| 2015 | Jeux panaméricains        | Toronto  | 1re      | 4 × 400 m | 3 min 25 s 68 |
| 2015 | Championnats NACAC        | San José | 1re      | 200 m     | 22 s 50       |
| 2015 | Championnats NACAC        | San José | 1re      | 4 × 100 m | 42 s 24       |
| 2019 | Relais mondiaux de l'IAAF | Yokohama | finale   | 4 x 200 m | DQ            |
| 2022 | Championnats NACAC        | Freeport | 1re      | 4 × 400 m | 3 min 23 s 54 |

## Records
| Épreuve | Performance | Lieu   | Date         |
| ------- | ----------- | ------ | ------------ |
| 200 m   | 22 s 02     | Eugene | 10 juin 2017 |